# Варвариха (Московская область)
Варвариха — деревня сельского поселения Волковское Рузского района Московской области. Численность постоянно проживающего населения — 13 человек на 2006 год. До 2006 года Варвариха входила в состав Никольского сельского округа.
Деревня расположена на северо-востоке района, в 26 километрах северо-восточнее Рузы, на правом берегу реки Озерна, с востока вплотную примыкая к деревне Городище, высота центра над уровнем моря 208 м.

## История
В 1862 году население деревни насчитывало - 141 чел. (8 дворов).
В 1890 году в деревне проживало 160 человек.
В 1913 году в деревне насчитывалось 30 дворов. В деревне работала 1 чайная лавка.
В 1899 году в деревне насчитывался 178 человек.
В 1926 году деревня входила в состав Никольской волости Никольского сельсовета Воскресенского уезда. В населенном пункте насчитывалось 30 крестьянских хозяйств. Общее население деревни составило 146 человек.

## Известные уроженцы
Юрий Иосифович Мельников (1922 —1996) — советский и российский поэт, журналист. Член Союза писателей СССР (1961).